# Вулиця Миколи Шпака (Київ)
Ву́лиця Мико́ли Шпа́ка — вулиця в Шевченківському районі міста Києва, місцевість Шулявка. Пролягає від Берестейського проспекту до Дегтярівської вулиці.

## Історія
Виникла в середині XX століття під назвою Нова. Сучасну назву отримала у 1957 році, на честь українського радянського поета Миколи Шпака. У 1972—1982 роках по вулиці проходила трамвайна лінія.

## Важливі установи
- Інститут проблем реєстрації інформації НАН України (буд. № 2)
- Київська Школа Економіки (буд. №3)
- Спеціалізована загальноосвітня школа № 82 ім. Т. Г. Шевченка з поглибленим вивченням англійської мови (буд. № 4)